# Entada polystachya
El bejuco prieto o Entada polystachya, es una planta fanerógama perteneciente a la familia Fabaceae, subfamilia Mimosoideae. 

## Descripción
Es un arbusto trepador alto, sin espinas. Las flores se encuentran agrupadas y se ven racimos muy floreados. Los frutos son vainas que miden de 5 a 6 cm de ancho.

## Distribución y hábitat
Originaria de América tropical. Habita en clima cálido entre los 550 y los 800 metros, asociada a vegetación perturbada derivada de manglar, bosque tropical caducifolio, pastizal y bosque espinoso.

## Propiedades
De esta especie se utiliza la semilla molida aplicada de manera tópica para evitar la caída del cabello; la raíz remojada para lavar el cabello; y el agua del tallo en infecciones de los ojos.

## Taxonomía
Entada polystachya fue descrita por (L.) DC. y publicado en Brittonia 48(2): 175. 1996
Sinónimos
- Acacia caudata DC.
- Adenanthera bonplandiana Kunth
- Adenopodia polystachya (L.) Croat
- Entada plumieri Spreng.
- Entada polystachya var. polystachya
- Entadopsis polyphylla (Benth.) Britton
- Entadopsis polystachya (L.) Britton & Rose
- Inga polystachya (L.) Scop.
- Mimosa bipinnata Aubl.
- Mimosa caudata Vahl
- Mimosa chiliantha G.Mey.
- Mimosa polystachya L.[3]

var. polyphylla (Benth.) Barneby
- Pusaetha polyphylla (Benth.) Kuntze